# Liste der Stolpersteine in Leutkirch im Allgäu

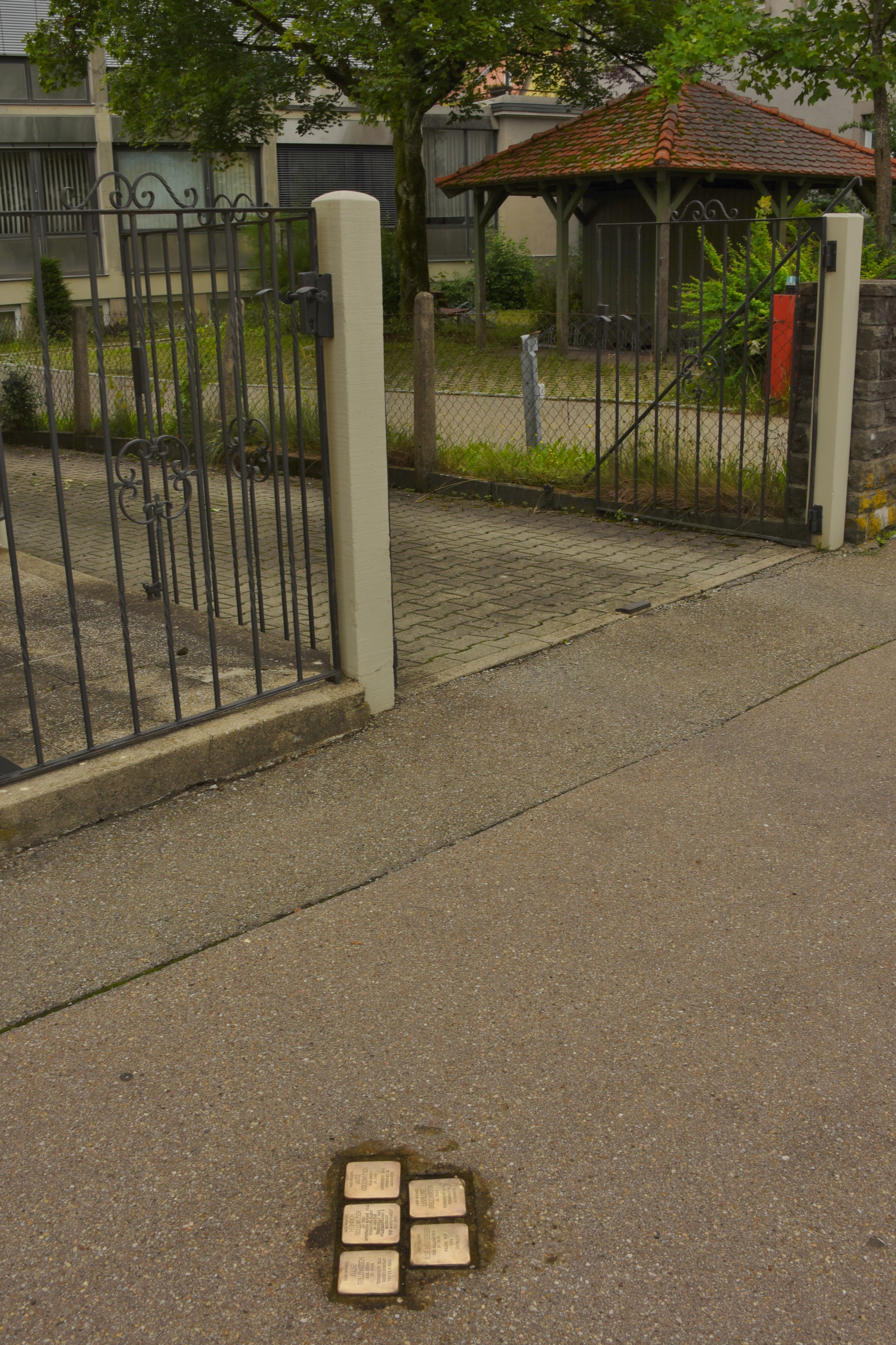
Stolpersteine in Leutkirch im Allgäu

Die Stolpersteine in Leutkirch im Allgäu sind besondere Pflastersteine in Gehwegen, die an die Opfer der nationalsozialistischen Diktatur in der baden-württembergischen Stadt Leutkirch im Allgäu im Landkreis Ravensburg in Deutschland erinnern sollen.

## Stolpersteine
Die Stolpersteine sind ein Projekt des Künstlers Gunter Demnig. Mit diesen kleinen Gedenktafeln soll an das Schicksal der Menschen erinnert werden, die in Leutkirch lebten und wirkten, aber während des Nationalsozialismus ermordet, deportiert, vertrieben oder in den Suizid getrieben wurden.
Die Stolpersteine sind kubische Betonsteine mit einer Kantenlänge von zehn Zentimetern, auf deren Oberseite sich eine individuell beschriftete Messingplatte befindet. Sie werden in der Regel vor den letzten frei gewählten Wohnhäusern der NS-Opfer niveaugleich in die Pflaster der Gehwege eingelassen. Mittlerweile gibt es über 100.000 Steine (Stand: Mai 2023) nicht nur in Deutschland, sondern auch in 30 weiteren europäischen Ländern. Die Stolpersteine sind das größte dezentrale Mahnmal der Welt.

## Verlegte Stolpersteine
In Leutkirch im Allgäu wurden bisher acht Stolpersteine an zwei Adressen verlegt. Sie wurden am 11. Juli 2011 vom Künstler Gunter Demnig persönlich verlegt.
| Stolperstein | Inschrift | Verlegeort       | Name, Leben |
| ------------ | --- | ---------------- | --- |
|              | HIER WOHNTE MARGOT FORBES GEB. GOLLOWITSCH JG. 1920 FLUCHT 1939 ENGLAND ÜBERLEBT                                                                                         | Marktstraße 27 · | Margot Forbes, Tochter von Friedrich und Lilly Gollowitsch sowie Schwester der Irma. Margot kam im Rahmen der Kindertransporte im Jahr 1938 nach England. Sie hat dort überlebt, geheiratet, ist Engländerin geworden und wohnte bis zu ihrem Tod am 11. April 2005 in Oxford. Ihr Sohn Peter (⚭ Beatrix) besuchte Leutkirch im Mai 2014 und hat sich mit der Stadt versöhnt. |
|              | HIER WOHNTE ALICE GOLLOWITSCH GEB. MAYER JG. 1897 DEPORTIERT 1942 ERMORDET IN AUSCHWITZ                                                                                  | Karlstraße 12 ·  | Alice Isabella Gollowitsch, geboren am 10. September 1897 in Mainz; Frau des Heinrich sowie Mutter von Ilse und Liselotte. |
|              | HIER WOHNTE FRIEDRICH GOLLOWITSCH JG. 1888 DEPORTIERT 1941 RIGA ? | Marktstraße 27 · | Friedrich „Fritz“ Gollowitsch, geboren am 5. November 1888 in Leutkirch; Bruder des Heinrich Gollowitsch, Mann der Lilly Weil sowie Vater von Irma und Margot. Seit Ende des 19. Jahrhunderts war die aus Polen stammende Familie Gollowitschin in Leutkirch ansässig. Sie betrieb ein gut gehendes Kaufhaus (das ehemalige „Kaufhaus Anker“) in der Leutkircher Marktstraße, das Ende der 1920er Jahre als das größte Haus der Textilbranche im württembergischen Allgäu galt. 1938 wurde die Familie zwangsenteignet und das Kaufhaus arisiert. Fritz Gollowitsch und seine 52-jährige Frau Lilly wurden am Morgen des 28. November 1941 mit dem Zug von Leutkirch über Memmingen und Ulm nach Stuttgart ins Sammellager Killesberg deportiert. Von dort aus wurden sie am 1. Dezember mit einem Deportationszug in die lettische Hauptstadt Riga gebracht. Über das weitere Schicksal von Fritz und Lilly Gollowitsch ist nichts bekannt, sie gelten als in Riga verschollen. |
|              | HIER WOHNTE HEINRICH GOLLOWITSCH JG. 1890 DEPORTATION GEPLANT 1942 VERSUCHTE FLUCHT IN DEN TOD ÜBERSTELLT 1942 POLIZEIGEFÄNGNIS II STUTTGART 'TOT AUFGEFUNDEN' 15.7.1942 | Karlstraße 12 ·  | Heinrich „Heiner“ Gollowitsch, geboren am 12. Dezember 1890 in Leutkirch; Bruder des Friedrich Gollowitsch, Mann der Alice Mayr sowie Vater von Ilse und Liselotte. Angeblich beging Heinrich Gollowitsch in Stuttgart Selbstmord. |
|              | HIER WOHNTE JULIE GOLLOWITSCH GEB. STERN JG. 1868 DEPORTIERT 1942 THERESIENSTADT TOT 12.9.1942                                                                           | Karlstraße 12 ·  | Julie Gollowitsch, geboren am 13. Juni 1868 in Buchau. |
|              | HIER WOHNTE LISELOTTE GOLLOWITSCH JG. 1889 DEPORTIERT 1942 ERMORDET IN AUSCHWITZ                                                                                         | Karlstraße 12 ·  | Liselotte „Lilo“ Gollowitsch, geboren am 21. November 1925 in Frankfurt am Main; Tochter von Alice und Heinrich. In Leutkirch erinnert seit 2013 eine drei Meter hohe, vom englischen Bildhauer Robert Koenig geschaffene Holzfigur an „Lilo“ Gollowitsch, für die jedes Jahr eine andere Leutkircher Schule die Patenschaft übernimmt. Lilo Gollowitsch zu Ehren wurde 2019 im neuen Leutkircher Wohngebiet „Isny II“ eine Straße benannt. |
|              | HIER WOHNTE LILLY GOLLOWITSCH GEB. WEIL JG. 1889 DEPORTIERT 1941 RIGA ?                                                                                                  | Marktstraße 27 · | Lilly Helena Gollowitsch, geboren am 24. März 1889 in Frankfurt am Main; Frau von Friedrich sowie Mutter von Irma und Margot. |
|              | HIER WOHNTE ILSE NEUBURGER GEB. GOLLOWITSCH JG. 1920 FLUCHT 1937 USA ÜBERLEBT                                                                                            | Karlstraße 12 ·  | Ilse Neuberger, Tochter von Friedrich und Lilly Gollowitsch, Schwester der Liselotte. Sie kam 1937 in die USA und lebete dort unter anderem in Philadelphia und New York City. |